# José Higueras
José Higueras (* 1. März 1953 in Granada) ist ein ehemaliger spanischer Tennisspieler und heute Trainer.

## Karriere
Wie so viele Spanier war Higueras ein Sandplatzspezialist. Zu den Höhepunkten seiner Laufbahn zählt der Sieg bei den German Open am Hamburger Rothenbaum im Jahr 1982.
Nach seiner Karriere als Spieler wurde Jose Higueras Tennistrainer. Er trainierte viele Weltklassespieler (unter anderem Michael Chang beim French-Open-Sieg 1989, Jim Courier, Pete Sampras und Todd Martin) und betreibt in Kalifornien eine Tennisakademie. 2008 betreute er Roger Federer.

## Erfolge
| Legende                       |
| Grand Slam                    |
| Tennis Masters Cup            |
| ATP Masters Series            |
| ATP International Series Gold |
| ATP International Series (19) |

| ATP-Titel nach Belag |
| Hartplatz (1)        |
| Sand (17)            |
| Rasen                |
| Teppich (1)          |

### Einzel

#### Turniersiege
| Nr. | Datum              | Turnier           | Belag     | Finalgegner           | Ergebnis                |
| --- | ------------------ | ----------------- | --------- | --------------------- | ----------------------- |
| 1.  | 5. Dezember 1976   | Santiago de Chile | Sand      | Carlos Kirmayr        | 5:7, 6:4, 6:4           |
| 2.  | 17. April 1977     | Murcia            | Sand      | Buster Mottram        | 6:4, 6:0, 6:3           |
| 3.  | 12. März 1978      | Kairo             | Sand      | Kjell Johansson       | 4:6, 6:4, 6:4           |
| 4.  | 23. April 1978     | Nizza             | Sand      | Yannick Noah          | 6:3, 6:4, 6:4           |
| 5.  | 24. September 1978 | Bournemouth (1)   | Sand      | Paolo Bertolucci      | 6:2, 6:1, 6:3           |
| 6.  | 8. Oktober 1978    | Madrid            | Sand      | Tomáš Šmíd            | 6:7, 6:3, 6:3, 6:4      |
| 7.  | 22. April 1979     | Houston           | Sand      | Gene Mayer            | 6:3, 2:6, 7:6           |
| 8.  | 20. Mai 1979       | Hamburg (1)       | Sand      | Harold Solomon        | 3:6, 6:1, 6:4, 6:1      |
| 9.  | 26. August 1979    | Boston            | Sand      | Hans Gildemeister     | 6:3, 6:1                |
| 10. | 16. Mai 1982       | Hamburg (2)       | Sand      | Peter McNamara        | 4:6, 6:7, 7:6, 6:3, 7:6 |
| 11. | 8. August 1982     | Indianapolis      | Sand      | Jimmy Arias           | 7:5, 5:7, 6:3           |
| 12. | 27. Februar 1983   | La Quinta         | Hartplatz | Eliot Teltscher       | 6:4, 6:2                |
| 13. | 24. April 1983     | Bournemouth (2)   | Sand      | Tomáš Šmíd            | 2:6, 7:6, 7:5           |
| 14. | 17. Juli 1983      | Stuttgart         | Sand      | Heinz Günthardt       | 6:1, 6:1, 7:6           |
| 15. | 29. Juli 1984      | Kitzbühel         | Sand      | Víctor Pecci          | 7:5, 3:6, 6:1           |
| 16. | 23. September 1984 | Bordeaux          | Sand      | Francesco Cancellotti | 7:6, 6:1                |

#### Finalteilnahmen
| Nr. | Datum             | Turnier           | Belag       | Finalgegner       | Ergebnis           |
| --- | ----------------- | ----------------- | ----------- | ----------------- | ------------------ |
| 1.  | 13. Juli 1975     | Båstad            | Sand        | Manuel Orantes    | 0:6, 3:6           |
| 2.  | 21. November 1976 | São Paulo         | Teppich (i) | Guillermo Vilas   | 3:6, 0:6           |
| 3.  | 13. November 1977 | Bogotá            | Sand (i)    | Guillermo Vilas   | 1:6, 2:6, 3:6      |
| 4.  | 13. August 1978   | Indianapolis      | Sand        | Jimmy Connors     | 5:7, 1:6           |
| 5.  | 5. August 1979    | North Conway (1)  | Sand        | Harold Solomon    | 7:5, 4:6, 6:7      |
| 6.  | 11. November 1979 | Quito             | Sand        | Víctor Pecci      | 6:2, 4:6, 2:6      |
| 7.  | 2. Dezember 1979  | Santiago de Chile | Sand        | Hans Gildemeister | 5:7, 7:5, 4:6      |
| 8.  | 1. Februar 1981   | Viña del Mar      | Sand        | Víctor Pecci      | 4:6, 0:6           |
| 9.  | 14. März 1982     | Linz              | Teppich (i) | Anders Järryd     | 4:6, 6:4, 4:6      |
| 10. | 1. August 1982    | North Conway (2)  | Sand        | Ivan Lendl        | 3:6, 2:6           |
| 11. | 15. Mai 1983      | Hamburg           | Sand        | Yannick Noah      | 6:3, 5:7, 2:6, 0:6 |
| 12. | 22. Mai 1983      | Rom               | Sand        | Jimmy Arias       | 2:6, 7:6, 1:6, 4:6 |

### Doppel

#### Turniersiege
| Nr. | Datum         | Turnier   | Belag       | Doppelpartner  | Finalgegner                          | Ergebnis           |
| 1.  | 14. Juli 1974 | Gstaad    | Sand        | Manuel Orantes | Roy Emerson Thomaz Koch              | 7:5, 0:6, 6:1, 9:8 |
| 2.  | 17. Juli 1977 | Hilversum | Sand        | Antonio Muñoz  | Jean-Louis Haillet François Jauffret | 6:1, 6:4, 2:6, 6:1 |
| 3.  | 2. April 1978 | Mailand   | Teppich (i) | Víctor Pecci   | Wojciech Fibak Raúl Ramírez          | 5:7, 7:6, 7:6      |

#### Finalteilnahmen
| Nr. | Datum         | Turnier     | Belag       | Doppelpartner  | Finalgegner              | Ergebnis      |
| 1.  | 2. März 1975  | Rotterdam   | Teppich (i) | Balázs Taróczy | Bob Hewitt Frew McMillan | 2:6, 2:6      |
| 2.  | 11. Juni 1978 | French Open | Sand        | Manuel Orantes | Gene Mayer Henry Pfister | 3:6, 2:6, 2:6 |